# بریان
بریان (به اسپانیایی: Brión) یکی از دهستان‌های اسپانیا است.

## نگارخانه

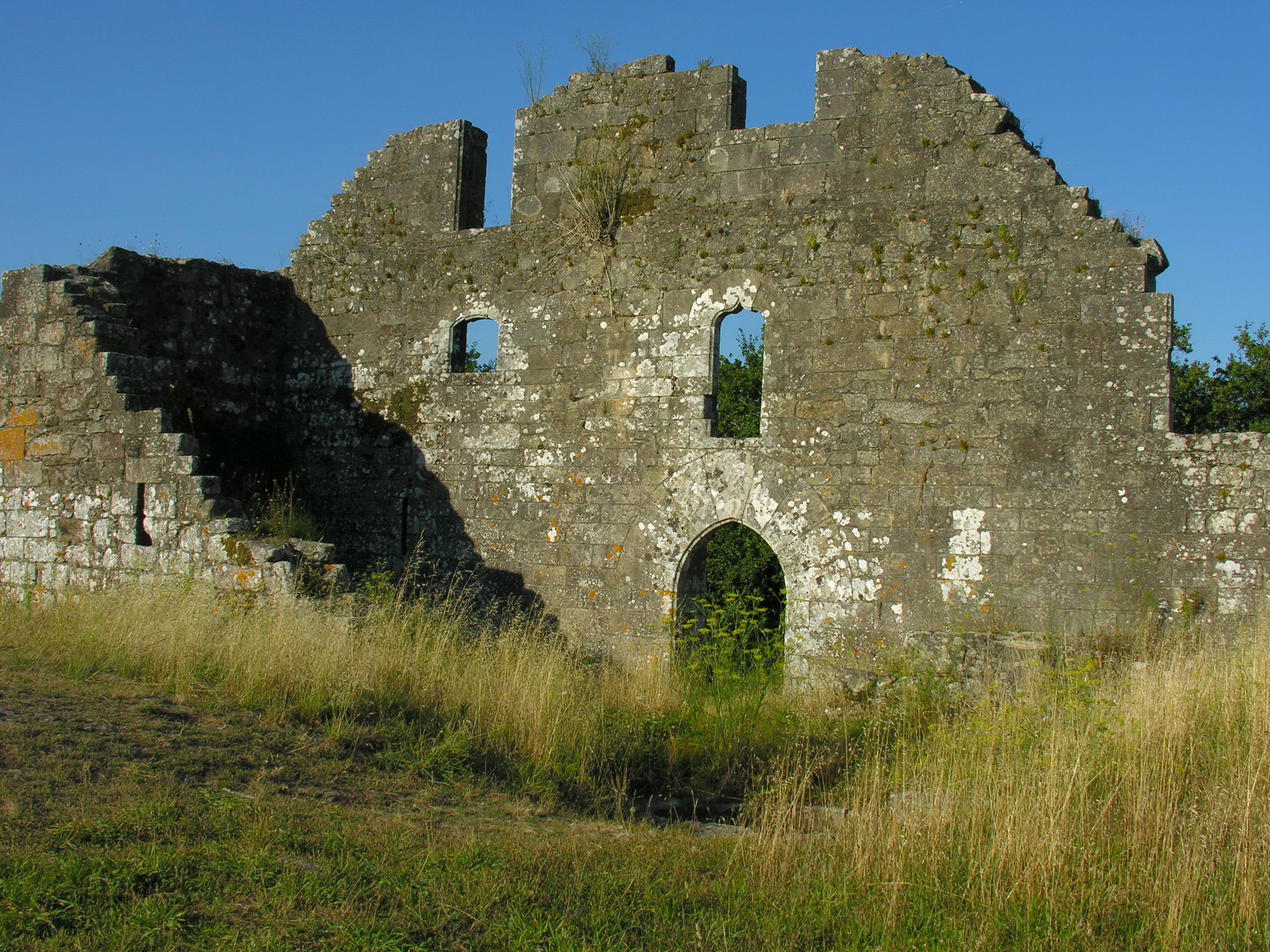

## خصوصیات
بریان ۶٬۶۸۴ نفر جمعیت دارد.